# XXVII Universiade invernale
La XXVII Universiade invernale (XXVII Juegos Universitarios de Invierno / Zimná univerziáda 2015) si svolse a Granada, in Spagna, e a Štrbské Pleso/Osrblie, in Slovacchia, dal 24 gennaio al 14 febbraio 2015.

## Processo di selezione
Il processo di candidatura venne avviato dal FISU il 1º settembre 2008 e seguì il seguente calendario:
- Fase di candidatura
  - 1º settembre 2008 - Apertura delle candidature
  - 15 ottobre 2008 - Scadenza per la consegna delle lettere d'intenti
  - 1º novembre 2008 - Invio delle condizioni di candidatura alle città
  - 15 marzo 2009 - Termine ultimo per l'invio dei documenti di candidatura alla FISU e per il pagamento della tassa di candidatura, e chiusura della fase di candidatura
- Fase di valutazione
  - 15 marzo/30 aprile 2009 - Valutazione dei documenti di candidatura e visite delle città candidate da parte della commissione esaminatrice
  - 30 aprile/29 maggio 2009 - Preparazione del documento finale di valutazione
- Fase di elezione
  - 23 maggio 2009 - Consegna del documento finale di valutazione al Comitato Esecutivo della FISU; presentazione delle città candidate d'innanzi al Comitato Esecutivo della FISU; elezione della città organizzatrice
- Fase di pagamenti
  - 30 giugno 2009 - Termine ultimo per il pagamento delle tasse di organizzazione

## Città candidate
Il 14 marzo 2009 Granada (Spagna) fu l'unica città a presentare candidatura ufficiale ai vertici FISU consegnando il dossier di candidatura; ricevette la visita della commissione di valutazione dal 6 al 9 aprile 2009. La città di Granada venne proposta dopo che alla scadenza del 15 ottobre 2008, termine ultimo per la presentazione delle lettere di intenti alla FISU, nessuna città espresse il proprio interesse nell'ospitare la XXVII Universiade invernale. Questa opzione è stata preferita dalle autorità cittadine alla candidatura per le Universiadi estive da tenersi nello stesso anno, sebbene vennero evidenziate problematiche riguardo alle strutture per alcuni sport, in particolare per il salto con gli sci.
Il 25 giugno 2014 la FISU annunciò che la Slovacchia avrebbe co-ospitato la XXVII Universiade invernale, in particolare per le competizioni di biathlon e sci nordico nelle città di Štrbské Pleso e Osrblie.

## Programma

### Discipline
Il programma della manifestazione ha previsto competizioni in 11 discipline:
| Štrbské Pleso/Osrblie |
| --------------------- |
| Biathlon              |
| Combinata nordica     |
| Salto con gli sci     |
| Sci di fondo          |

| Granada               |
| --------------------- |
| Curling               |
| Freestyle             |
| Hockey su ghiaccio    |
| Pattinaggio di figura |
| Sci alpino            |
| Short track           |
| Snowboard             |

## Medagliere
Paese ospitante
| Pos.   | Paese         | Oro | Argento | Bronzo | Totale |
| ------ | ------------- | --- | ------- | ------ | ------ |
| 1      | Russia        | 20  | 18      | 18     | 56     |
| 2      | Corea del Sud | 5   | 9       | 2      | 16     |
| 3      | Kazakistan    | 5   | 6       | 0      | 11     |
| 4      | Svizzera      | 5   | 1       | 4      | 10     |
| 5      | Cina          | 5   | 0       | 4      | 9      |
| 6      | Norvegia      | 5   | 0       | 1      | 6      |
| 7      | Germania      | 3   | 4       | 1      | 8      |
| 8      | Rep. Ceca     | 3   | 3       | 5      | 11     |
| 9      | Italia        | 3   | 2       | 2      | 9      |
| 10     | Giappone      | 2   | 5       | 2      | 9      |
| 11     | Polonia       | 2   | 4       | 4      | 10     |
| 12     | Stati Uniti   | 2   | 3       | 3      | 8      |
| 13     | Austria       | 2   | 1       | 2      | 5      |
| 13     | Ucraina       | 2   | 1       | 2      | 5      |
| 15     | Bulgaria      | 2   | 0       | 0      | 2      |
| 16     | Slovacchia    | 1   | 3       | 4      | 8      |
| 17     | Francia       | 1   | 2       | 6      | 9      |
| 18     | Canada        | 0   | 2       | 3      | 5      |
| 19     | Andorra       | 0   | 2       | 1      | 3      |
| 20     | Spagna        | 0   | 2       | 0      | 2      |
| 21     | Regno Unito   | 0   | 0       | 1      | 1      |
| 21     | Lituania      | 0   | 0       | 1      | 1      |
| 21     | Slovenia      | 0   | 0       | 1      | 1      |
| 21     | Svezia        | 0   | 0       | 1      | 1      |
| Totale | Totale        | 68  | 68      | 68     | 204    |